# Браганса (династия)
Вижте пояснителната страница за други значения на Браганса.
Браганса (на португалски: Bragança) е португалски благороднически род, който се превръща в кралска династия, управлявала Португалия и нейната колониална империя от 1641 до 1853 година. Клон на династията управлява и Бразилската империя от обявяването на нейната независимост през 1822 година до 1889 година. Браганса е клон на династията Авис и оттук – на Капетингите.

## Херцози на Браганса
Основател на династията е Афонсу I (1370 – 1461), извънбрачен син на крал Жуау I. През 1442 г. граф Барселуш е провъзгласен за херцог и е женен за Беатриса, дъщеря на Нуньо Алварес Перейра. През 1461 г. херцог Афонсу I е екзекутиран по заповед на своя племенник, крал Афонсу V. Дъщеря му Изабела е съпруга на херцог Жуау де Бежа, син на португалския крал Жуау I Авис. Титлата и многобройните му владения наследяват последователно синът му Фернанду I (1403 – 1478), женен за Жоана де Кастро и внукът му Фернанду II (1430 – 1483). Фернанду II сключва два брака: с Леонора де Виляреал и с Изабела, дъщеря на херцог Фернанду де Вишеу (династия Авис). По време на крал Мануел I Велики, херцог Жайме (1479 – 1532), единствен син на Фернанду II, е един от най-влиятелните представители на португалската аристокрация. Женен е за Жоана де Мендоса. Баща е на: Теодосио I и на Изабела, омъжена за херцог Дуарте де Гимараеш, син на португалския крал Мануел I. Теодосио I (1520 – 1563) сключва брак с Изабела Лемош и е баща на херцог Жуау I (1543 – 1583). Жуау I взема за съпруга Катерина, по-голямата дъщеря на херцог Дуарте де Гимараеш. От този брак се раждат: Теодосио II (1568 – 1630); Серафина, омъжена за Жуау Фернанду Пачеку, херцог на Ескалона; Дуарте (1569 – 1627), който няма наследници от браковете си с Беатриса, дъщеря на Хуан Алварес де Толедо, и с Гойомар, дъщеря на Антонио Ариас де Пардо; Александро (1570 – 1608), архиепископ на Евора. През 1580 г. испанският крал Филип II Хабсбург присъединява Португалия към своите владения. Всеобщото недоволство от чуждото владичество подтиква Жуау II (1604 – 1656), херцог на Браганса, син на Теодосио II и Анна Веласко, да оглави през 1640 г. движението за национална независимост. Под негово ръководство страната е освободена и през 1641 г. той е коронован за крал на Португалия под името Жуау IV Възстановител (1641 – 1656). Успява да запази властта си над колониите Бразилия и Ангола. Женен е за амбициозната испанска аристократка Мария-Луиза де Гусман, която след смъртта му е определена за регентка на малолетния им син Афонсу VI (1656 – 1667). Сестрата на новия владетел Катерина е омъжена за английския крал Чарлз II Стюарт и този брак утвърждава традиционния съюз между Португалия и Англия.
- 1442 – 1461: Афонсу I (1370 – 1461) граф Барселуш, извънбрачен син на Жуау I, от 1442 г. херцог
- 1461 – 1478: Фернанду I (1403 – 1478), син на предходния
- 1478 – 1483: Фернанду II (1430 – 1483), син на предходния
- 1483 – 1532: Жайме (1479 – 1532), син на предходния
- 1532 – 1563: Теодосио I (1520 – 1563), син на предходния
- 1563 – 1583: Жуау I (1543 – 1583), син на предходния
- 1583 – 1630: Теодосио II (1568 – 1630), син на предходния
- 1630 – 1640: Жуау II (1604 – 1656), син на предходния, от 1641 крал на Португалия Жуау IV

## Крале на Португалия и императори на Бразилия
През 1667 г. слабият и болен монарх Афонсу VI е отстранен от властта от брат си Педру II с помощта на съпругата си Мария-Франческа, дъщеря на Карло-Амедео ди Савоя-Каринян, херцог дьо Немур. Хвърлен в затвора, Афонсу VI умира през 1683 г. Същата година брат му, управлявал дотогава като регент, е коронован за крал под името Педру II (1683 – 1706). Той поддържа традиционно добри отношения с Англия. През 1668 г. успява да анулира брака на своя брат и се жени за кралицата Мария-Франческа. След нейната смърт сключва втори брак с Мария-София, дъщеря на пфалцкия курфюрст Филип-Вилхелм фон Вителсбах-Нойбург, от която има наследник, Жуау V (1706 – 1750). По времето на Жуау V Португалия търпи поражение от французите във Войната за испанското наследство. Кралят е известен като покровител на науките и изкуството, както и със строителната си дейност. Негова съпруга е Мария-Анна, дъщеря на германския император Леополд I. Дъщеря им Мария-Барбара е омъжена за испанския крал Фернандо VI де Бурбон.
По-големият син на Жуау V, Жозе I (1750 – 1777), наследява престола. Всевластен министър при неговото управление е маркиз Де Помбал, който провежда либерални реформи и прогонва йезуитите от страната. През 1755 г. столицата Лисабон е срината от голямо земетресение. Жозе I е женен за Мария-Анна-Виктория, дъщеря на испанския крал Филип V де Бурбон. Дъщеря му Мария-Бенедикта се омъжва за Жозе-Франсишко, син на чичо ѝ, принц Педру де Браганса, а сестра ѝ Мария I Благочестивата (1777 – 1816) наследява португалския престол. Съпруг на новата кралица става чичо ѝ, който споделя с нея властта под името Педру III (1777 – 1786). Мария I получава тежко умствено увреждане, което не ѝ позволява да ръководи държавните дела. От 1792 г. вместо нея управлява синът ѝ, бъдещия император Жуау VI Кроткия (1816 – 1826). Дъщеря ѝ Мария-Анна-Виктория се омъжва за испанския инфант Габриел де Бурбон. По време на френската окупация на Португалия през 1807 г. кралицата е отведена в Бразилия където умира. Жуау VI споделя изгнанието на майка си в Бразилия и там се обявява за император. Връща се в Португалия през 1821 г. и се опитва да утвърди позициите на кралския абсолютизъм. Негова съпруга е Карлота-Хоакина, дъщеря на испанския крал Карлос IV. От нея има седем деца: Тереза, сключила брак с испанския инфант Педро де Бурбон; Мария-Изабела, омъжена за испанския крал Фернандо VII; Мария-Франсиска, съпруга на дон Карлос де Молина, син на испанския владетел Карлос IV; Педру I; Изабела, неомъжена; Мигел I; Анна, съпруга на херцог Нунес Мендоса де Луле.
Първородният син на Жуау VI, Педру, е назначен през 1821 г. за регент на Бразилия. Той оглавява борбата за независимост на страната и на следващата година е провъзгласен за император под името Педру I (1822 – 1831). След смъртта на баща си наследява короната на Португалия като Педру IV (1826), но веднага абдикира в полза на дъщеря си Мария II да Глория (1826 – 1853). През 1831 г. е принуден да се откаже и от трона на Бразилия, оставяйки го на сина си Педру II (1831 – 1889), роден от първия му брак с Мария-Леополдина, дъщеря на австрийския император Франц I. Негова втора съпруга е Амели, дъщеря на Йожен дьо Боарне и внучка на френската императрица Жозефина. Втората му дъщеря Франсиска е омъжена за Франсоа, принц дьо Жонвил, син на френския крал Луи-Филип д’Орлеан, а третата, Жануария, е съпруга на принц Лодовико л’Акуила, син на Франческо I де Бурбон, крал на Двете Сицилии. Поради малолетието на своята наследница в Португалия, Мария II да Глория, Педру IV определя през 1826 г. за неин регент и годеник по-малкия си брат Мигел I, който узурпира престола (1828 – 1834) с помощта на привържениците на абсолютизма. През 1832 г. Педру IV се завръща в Португалия и след продължителна борба прогонва от страната брат си и възстановява Мария II на трона. Първоначално кралицата се омъжва за Огюст дьо Боарне, херцог на Лайхтенберг, но поради ранната му смърт през 1836 г. сключва втори брак с принц Фердинанд фон Сакс-Кобург-Гота, обявен за крал под името Фердинанд II (р. 1785 – 1851). По този начин в Португалия идва на власт династията Сакс-Кобург и Гота.
След абдикацията си през 1831 г. император Педру I е наследен в Бразилия от сина си Педру II (1831 – 1889), който води успешни войни с Аржентина и Парагвай. Повлиян от позитивизма и масонството, владетелят започва борба срещу могъществото на католическата църква. През 1888 г. отменя робството, но с това си спечелва врагове сред крупните плантатори. Неспособен да потуши избухналото срещу него въстание, императорът е принуден да абдикира през 1889 г. и емигрира във Франция. Същата година Бразилия е обявена за република. Педру II е женен за Мария-Тереза-Кристина де Бурбон, дъщеря на Франческо I, крал на Двете Сицилии, от която има две дъщери: Леополдина, омъжена за принц Лудвиг Август фон Саксония-Кобург и Гота, и Изабела, призната за наследница на бразилския престол, която сключва брак с Луи-Гастон д’Орлеан, граф Д’Йо. Наследниците на Изабела носят фамилното име Орлеан-Браганса.
След като е отстранен от португалския престол Мигел I, син на крал [[Жуау VI], доживява дните си като изгнаник в Германия. От брака си с принцеса Аделхайд фон Льовенщайн-Вертхайм-Розенберг има син, претендент за короната Мигел II (1853 –1927) и шест дъщери: Мария (1852 – 1941), сключила брак с дон Алфонсо-Карлос де Бурбон, претендент за испанския трон; Мария-Тереза (1855 – 1944), втора съпруга на ерцхерцог Карл Лудвиг Австрийски; Мария-Жозе (1857 – 1943), омъжена за баварския херцог Карл-Теодор фон Вителсбах; Аделгунда (1858 – 1946), втора съпруга на граф Енрико Барди (Бурбон-Парма); Мария-Анна (1861 – 1942), омъжена за великия херцог на Люксембург Вилхелм IV фон Насау; Мария-Антония (1862 – 1959), втора съпруга на пармския херцог Роберто I Бурбон-Пармски. Мигел II се жени за принцеса Елизабет фон Турн и Таксис, след като овдовява – за Тереза, дъщеря на княз Карл Хайнрих фон Льовенщайн-Вертхайм-Розенберг. Има седем зеца: Мигел (1876 – 1923); Франсишко-Жозе (1879 – 1919), умрял без потомство; Мария-Тереза (1881 – 1945), омъжена за принц Карл Лудвиг фон Турн и Таксис; Изабела (1894 – 1970), омъжена за принц Франц Йозеф фон Турн и Таксис; Анна-Мария (1899 – 1971), съпруга на принц Карл Август фон Турн и Таксис; Дуарте (1907 – 1976); Мария-Аделаида (1912 – 2012), сключила брак с Николаус фон Уден. Първородният син, Мигел де Браганса, херцог на Вишеу, се установява в САЩ, където се жени за Анита Стюарт. Синовете му Джон (1912 – 1991) и Майкъл (1915 – 1996) са американски граждани. По-големият от тях има син, Майкъл (р. 1951), а вторият – две деца: Анита (р. 1947) и Майкъл (р. 1949). Най-малкият син на Мигел II, Дуарте, херцог де Браганса, се заселва в Бразилия. Взема за съпруга далечната си братовчедка Мария-Франсиска, дъщеря на дон Педру де Орлеан-Браганса. През 1932 г. португалският клон на династията Сакс-Кобург и Гота прекратява съществуването си и Дуарте предявява претенциите си за короната. Дуарте има трима синове: днешният глава на фамилията, Дуарте (р. 1945), женен за Инес де Кастро, от която има син Алонсо ди Санта Мария (р. 1996); Мигел, херцог Де Вишеу (р. 1946); Енрике (р. 1949).

### Крале на Португалия
- 1641 – 1656: Жуау IV Възстановител (18.3.1604 – 6.11.1656)
- 1656 – 1683: Афонсу VI (21.8.1643 – 12.9.1683), син на предходния
- 1683 – 1706: Педру II (26.4.1648 – 9.12.1706), син на Жуау IV
- 1706 – 1750: Жуау V (22.10.1689 – 31.7.1750), син на предходния
- 1750 – 1777: Жозе I Реформатор (6.6.1714 – 24.2.1777), син на предходния
- 1777 – 1816: Мария I Благочестивата (17.12.1734 – 20.2.1816), дъщеря на предходния
- 1816 – 1826: Жуау VI Кроткия (13.5.1767 – 10.3.1826), син на Мария I Благочестивата
- 1826: Педру IV (12.10.1798 – 24.9.1834), син на предходния, крал на Бразилия (Педру I, 1822 – 1831)
- 1826 – 1828, 1834 – 1853: Мария II (4.4.1819 – 15.11.1853), дъщеря на предходния
- 1828 – 1834: Мигел I (26.10.1802 – 14.11.1866), син на Жуау VI Кроткия

### Императори на Бразилия
- 1822 – 1831: Педру I (12.10.1798 – 24.9.1834), син на Жуау VI Кроткия, крал на Португалия (Педру IV, 1826)
- 1831 – 1889: Педру II (2.12.1825 – 5.12.1891), син на предходния